# Viktorine von Butler-Haimhausen

Viktorine von Butler-Haimhausen

Gräfin Viktorine von Butler-Clonebough bzw. Butler-Haimhausen (geboren am 8. Dezember 1811 in München; gestorben am 2. Februar 1902 ebenda) war eine deutsche Sozialreformerin, Philanthropin und Schriftstellerin des 19. Jahrhunderts. Sie gründete katholische Frauenhilfswerke und Bildungseinrichtungen.

## Jugend und Familie
Victoria Xaveria (auch: Viktoria; gerufen Victorine bzw. Viktorine) war eine geborene Edle von Ruedorffer, einer Kaufmanns- und Bankiersfamilie. Ihr Vater Franz Xaver von Ruedorffer war 1808 in den Edlenstand erhoben worden; ihre Mutter war Caroline, geborene Edle von Aindlinger. Viktorine ging auf die Klosterschule der Salesianerinnen in Markt Indersdorf, wo sie eine gute und streng katholische Erziehung erhielt. Ihre Eltern erlaubten ihr nicht, Nonne zu werden. Sie heiratete stattdessen in den Adel ein und erhielt als Gattin von Theobald Graf von Butler-Clonebough genannt von Haimhausen (1803–1867) auch lebenslangen Zugang zum bayerischen Königshof. Ihr Gemahl entstammte einer alten irischen Familie, welche seit Ende des 18. Jahrhunderts auf Schloss Haimhausen bei München ansässig geworden war. Er war Abgeordneter und Präsident des Bayerischen Landtags, der die Projekte seiner Frau voll unterstützte.
Aus der Ehe mit Theobald gingen in den Jahren 1830 bis 1849 zehn Kinder hervor, sechs Töchter und vier Söhne, von denen fünf heirateten. Durch die Heirat einer Tochter war sie Schwiegermutter von Carl von Washington. Sie überlebte alle ihre Kinder; der letzte – kinderlose – männliche Erbe konnte Schloss Haimhausen aus Geldmangel nicht halten und verkaufte es kurz vor seinem Tod 1892 an Eduard James Haniel aus der Industriellenfamilie der Haniels, welcher es nach Erhebung in den Adelsstand zum Familiensitz ausbaute.

## Gesellschaftliches Engagement
Während der Industrialisierung nahmen in Bayern die Landflucht und der soziale Abstieg der Fabrikarbeiter in den Städten zu. Gräfin Viktorine von Butler-Haimhausen nahm dies als gläubige Christin wahr und engagierte sich aufgrund ihrer hohen gesellschaftlichen Stellung für Frauen und Arme. Sie begann im Jahr 1854 mit der Erziehung von Bauernkindern im Dachauer Moos und gründete in den folgenden Jahren eine Vielzahl von wohltätigen Stiftungen und Verbänden, darunter den oberbayerischen Marienverein mit Ausbildungsstätten in Markt Indersdorf und Neuhausen und 1861 ein Arme-Mädchen-Haus, das bald darauf in eine Einrichtung für geistig Behinderte umgewandelt wurde, das heutige Franziskuswerk Schönbrunn. Zunächst kam die Einrichtung im Schloss Haimhausen unter, 1863 wurde sie nach Schloss Schönbrunn verlegt. Daneben lag Viktorine Butler-Haimhausen auch das Schicksal der Älteren in der armen Bevölkerung am Herzen. So gründete sie 1859 im ehemaligen Ruffini-Schlössl in der heutigen Isartalstraße 6 in München das Alten- und Pflegeheim Kreszentia-Stift, das noch heute existiert.
1869 schlug ihr Plan fehl, eine Arbeiterinnensiedlung in Georgenried zu schaffen. Weitere von ihr gegründete oder geförderte Einrichtungen waren in München ein Obdachlosenasyl, ein Heim für alte Dienstboten und das erste Arbeiterinnenheim Deutschlands, in dem berufstätigen Frauen Fortbildung, Rechtsberatung, Wohnung und Verpflegung geboten wurde. Sie war zudem Mitglied in verschiedenen Vereinen und Gesellschaften zur Armenhilfe.
Für ihre wohltätige Arbeit gab sie all ihren weltlichen Besitz her und erhielt weitere großzügige Spenden, unter anderem durch den ehemaligen König Ludwig I.
Zu den Pionierinnen der deutschen Frauenbewegung pflegte Viktorine von Butler-Haimhausen kaum intellektuelle oder persönliche Kontakte, gleichwohl stand sie 1897 auf der Mitgliederliste des avantgardistischen Münchner Vereins für Fraueninteressen. Erst im hohen Alter, als sie auf andere Weise kaum noch Einfluss nehmen konnte, schrieb sie vermehrt Mahn- und Streitschriften. Darin heißt es: »Helft Euch selber, so hilft Euch Gott! Wenn Ihr Euch selbst nicht helft, so wird Euch auch Gott nicht helfen, und noch weniger Euer Beschützer, der Mann.«
Mit 91 Jahren in München verstorben, wurde sie in der Pfarrkirche von Haimhausen beigesetzt.

## Bibliographie
- Über Armenpflege und Hülfeleistung, im Sinne socialer Selbsthülfe, München 1880
- Mahnworte der hochehrwürdigen Gräfin Victorine Butler-Haimhausen, München 1894
- Der Antisemitismus, München 1894